# Uzumaki (filme)
Uzumaki é um filme japonês de terror dirigido por Higuchinsky, lançado no ano de 2000. Foi baseado em um mangá de mesmo nome.

## Enredo
Com uma bela menina de liceu como protagonista, a população de uma pequena localidade no Japão torna-se fascinada, aterrorizada e consumida pelas inúmeras ocorrências naturais ou artificiais de espirais malévolas. Este conceito abstracto manifesta-se de formas grotescas, como o longo cabelo de uma adolescente começar a enrolar até tomar controle da sua mente.
O filme inclui adaptações de algumas das histórias mais importantes do manga, embora algumas mais fidedignas que outras. O filme e o manga têm finais diferentes.
A música-tema do filme é "Raven" da banda Do As Infinity.

## Elenco
- Eriko Hatsune... 	Kirie Goshima
- Fhi Fan... 	 	Shuichi Saito
- Hinako Saeki... 	Kyoko Sekino
- Eun-Kyung Shin... 	Chie Marayama
- Keiko Takahashi... 	Yukie Saito
- Ren Osugi... 	Toshio Saito
- Denden... 	 	Oficial Futada
- Masami Horiuchi... 	Repórter Ichiro Tamura
- Taro Suwa... 	Yasuo Goshima
- Tooru Teduka... 	Yokota Ikuo
- Sadao Abe... 	Mitsuru Yamaguchi
- Asumi Miwa... 	Shiho Ishikawa
- Saori Nakane... 	Little Kirie
- Yasuki Tanaka... 	Little Shuichi
- Yuki Murakami... 	Yukky